# Nachal Cvija
Nachal Cvija (hebrejsky: נחל צביה) je vádí v severním Izraeli, v pohoří Gilboa a v Bejtše'anském údolí, jež je součástí příkopové propadliny okolo řeky Jordán)
Začíná v nadmořské výšce přes 300 metrů ve východní části pohoří Gilboa, v prostoru terénního zlomu Matlul Avinadav, nedaleko jihovýchodního okraje vesnice Ma'ale Gilboa a východně od lokální silnice 667. Směřuje pak k východu a prudce klesá po odlesněných svazích do zemědělsky využívaného Bejtše'anského údolí. Tento úsek je turisticky využíván. Na okraji údolí se nachází pramen Ejn Cvajim (עין צביה). V údolí je vodní režim změněn kvůli rozsáhlým melioračním zásahům. Nachal Cvija tu západně od vesnice Rešafim ústí zprava do vádí Nachal Moda.